# Campoplex capitator
Espèce
Campoplex capitator est une espèce de guêpes parasitoïdes de la famille des Ichneumonidae.

## Description
Campoplex capitator mesure entre 4 et 6 mm.

## Lutte biologique
En France, depuis 2018, l'université de Tours pilote le projet « Campovigne », qui étudie l'utilisation de Campoplex capitator en tant qu'agent de lutte biologique contre l'eudémis de la vigne (Lobesia botrana).

## Systématique
Le nom valide complet (avec auteur) de ce taxon est Campoplex capitator Aubert (d), 1960,.  

### Publication originale
- Jacques-F. Aubert, « Les Ichneumonides du rivage méditerranéen français (3e série) », Bulletin de la Société entomologique de France, Paris, vol. 65, nos 7-8,‎ 1960, p. 228-241 (ISSN 0037-928X, e-ISSN 2540-2641, lire en ligne, consulté le 30 août 2024).